# Monts MacDonnell
Les monts MacDonnell (en anglais, The MacDonnell Ranges) forment une chaîne de montagnes longue de 650 kilomètres et vieille de 800 millions d'années, au centre de l'Australie dans le territoire du Nord, orientée est-ouest. Elle sépare Alice Springs en deux et est percée à cet endroit par la trouée d'Heavitree. Les sommets les plus élevés sont le mont Zeil (1 531 m) ou mont Urlatherrke en langage aborigène, point culminant du territoire du Nord et plus haut sommet de l'Australie continentale à l'ouest de la Cordillère australienne, et le mont Sonder (1 380 m) ou mont Rwetyepme, tous les deux dans la partie ouest.
Les monts doivent leur nom à John McDouall Stuart qui les baptisa du nom de Sir Richard MacDonnell, gouverneur de l'Australie-Méridionale, lorsqu'il les atteignit en avril 1860. Avec l'altitude, la région autour des monts est beaucoup moins aride que le reste du territoire, et permet de nombreuses cultures agricoles. 

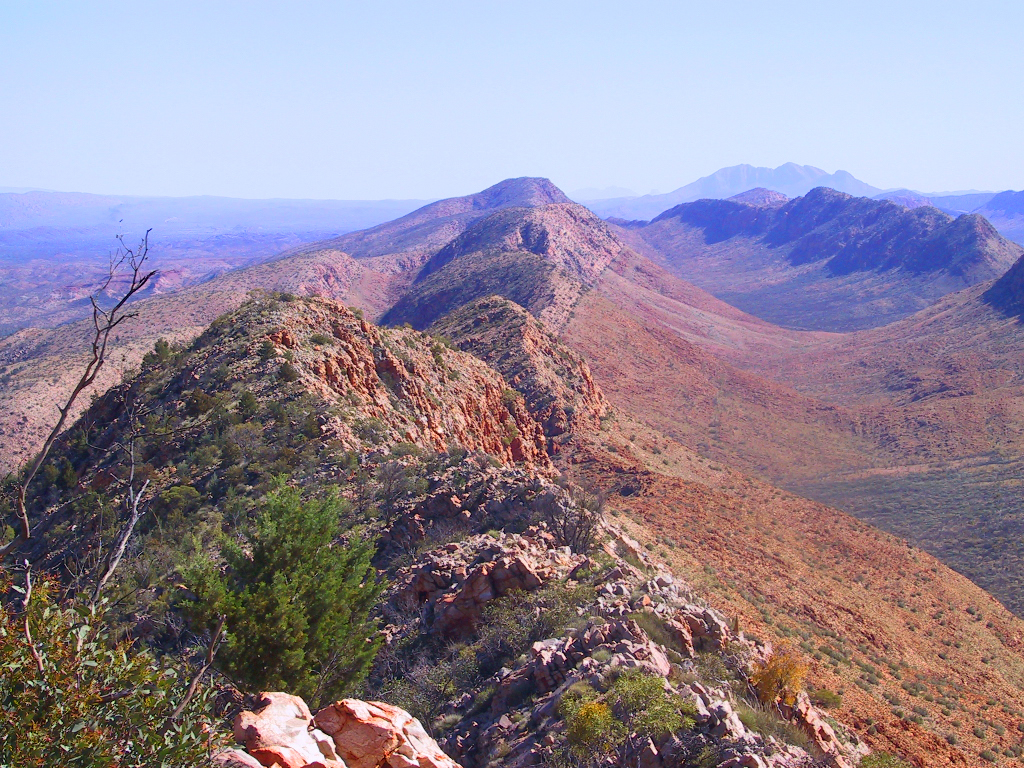
La chaîne ouest des monts MacDonnell près de Glen Helen
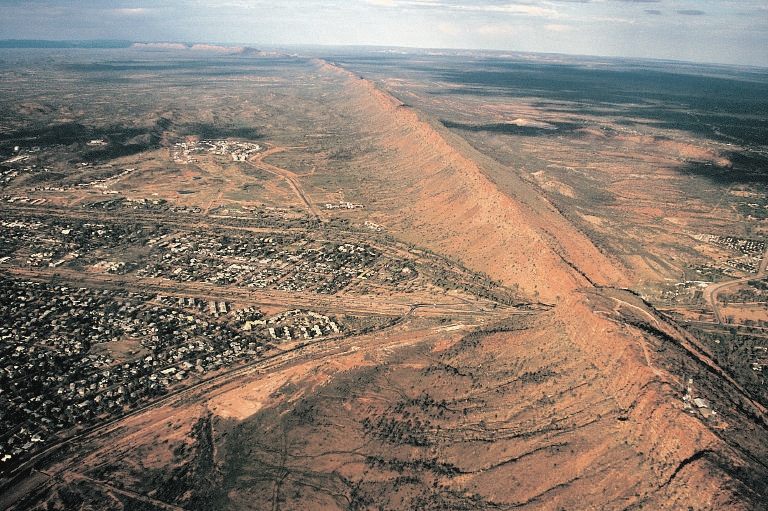
Les monts MacDonnell (orientés est-ouest) coupant la ville d'Alice Springs  et la trouée de Heavitree - vue de l'ouest, le nord est à gauche
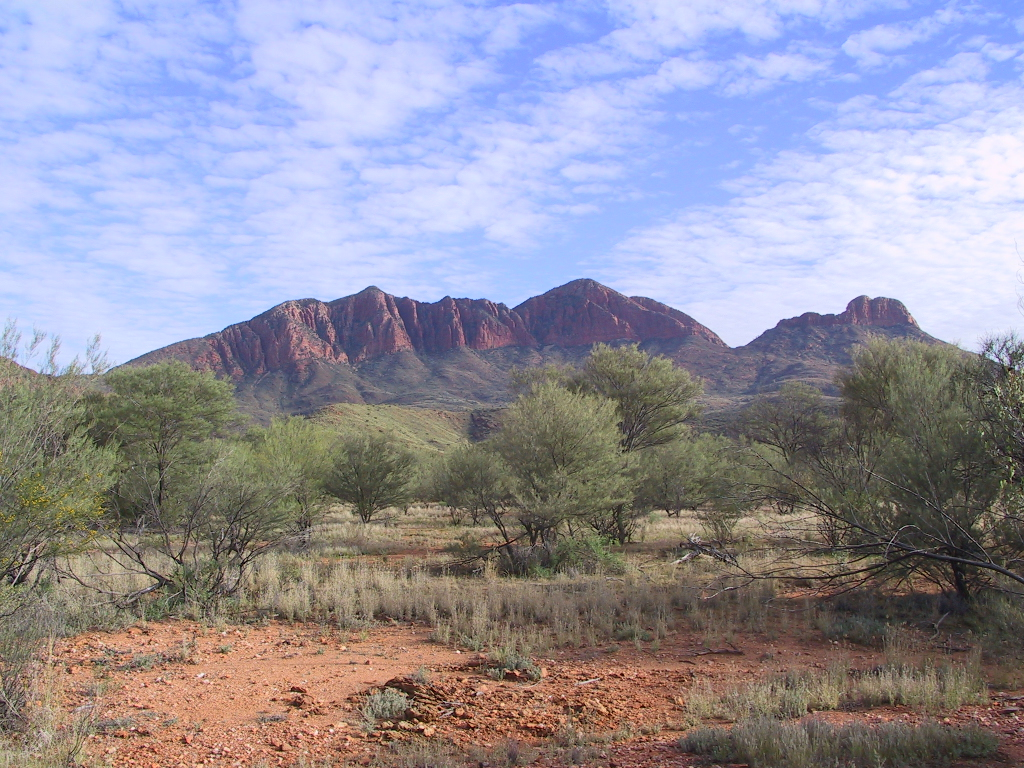
Mont Sonder (1 380 m)